# 哈利·科利特
哈利·科利特（英語：Harry Collett，2004年1月17日—）是一位英格兰男演員。他知名於在BBC One醫療劇《急診室》（2016-2022年）中飾演奧利佛·海德（英語：Oliver Hide）、在電影《杜立德》（2020 年）中飾演湯米·斯塔賓斯以及在HBO奇幻電視劇《龍族前傳》（2022年至今）中飾演主要角色傑卡里斯·「小傑」·瓦列利昂（英語：Jacaerys "Jace" Velaryon）。

## 早年生活
哈利·科利特在2004年1月17日出生於英格兰伦敦黑弗靈區，並於2020年完成11年級學業。

## 職業生涯
科利特參演西區劇院维多利亚皇宫剧院的《音樂劇：比利·艾略特》開始他的職業生涯，並隨後在剑桥剧院的《音樂劇：瑪蒂達》中飾演艾瑞克（英語：Eric），以及在自治领剧院的《精靈》中飾演麥可（英語：Michael）。
2014年，他在BBC One醫療劇《急診室》中飾演塞布·杜蘭特（英語：Seb Durante）首次亮相電視螢幕。同年，他在麥可·布雷和伊迪娜·曼佐翻唱的《寶貝，外面很冷》音樂影片中扮演年輕版的布雷。次年，他在ABC歌舞喜劇《遊俠笑傳》中客串飾演年輕版本的加萊凡特（英語：Galavant）。2016-2022年，他在《急診室》中客串飾演另一名角色奧利佛·海德（英語：Oliver Hide）。
2016年，科利特在動畫傳記電影《伦敦一家人》中為雷蒙德·布里格斯（英語：Raymond Briggs）配音首次亮相電影銀幕。2017年，他在短片《榮譽》（英語：Honour）中飾演一個11歲男孩李（英語：Lee），並在克里斯托弗·诺兰的戰爭片《敦克爾克大行動》中客串一個男孩。次年，他在英國喜劇電影《一周不死，全额退款》中飾演年輕版的威廉（英語：William）。
2017年12月，消息指科利特將與小勞勃·道尼合作，在冒險喜劇電影《杜立德》中飾演學徒湯米·斯塔賓斯，該電影隨後於2020年1月上映。2022年，他在HBO奇幻電視劇《龍族前傳》中飾演主要角色傑卡里斯·「小傑」·瓦列利昂王子（英語：Prince Jacaerys "Jace" Velaryon），該劇集是《冰與火之歌：權力遊戲》的前傳，改編自喬治·R·R·馬丁小說《血與火》的部分內容。

## 作品列表
| † | 表示尚未發行的作品 |

### 電影
| 年份 | 標題                          | 角色                            | 附註     |
| ---- | ----------------------------- | ------------------------------- | -------- |
| 2016 | 《伦敦一家人》                | 年輕的雷蒙德·布里格斯（英語：Young Raymond Briggs） | 配音角色 |
| 2017 | 《榮譽》 （英語：Honour）           | 李                    | 短片     |
| 2017 | 《敦克爾克大行動》            | 男孩                            |          |
| 2018 | 《我們過去的天使》 （英語：Angels Of Our Past） | 亞當（英語：Adam）                  | 短片     |
| 2018 | 《一周不死，全额退款》        | 年輕的威廉（英語：William）            |          |
| 2020 | 《杜立德》                    | 湯米·斯塔賓斯（）               |          |
| 2022 | 《我為什麼不？》 （英語：Why Wouldn't I Be?）   | 傑克（英語：Jack）                  | 短片     |

### 電視
| 年份       | 標題         | 角色                                 | 電視台     | 附註                      |
| ---------- | ------------ | ------------------------------------ | ---------- | ------------------------- |
| 2014       | 《急診室》   | 塞布·杜蘭特（英語：Seb Durante）                | BBC One    | 單集：“A Life Less Lived” |
| 2015       | 《遊俠笑傳》 | 年輕的加萊凡特（英語：Galavant）             | ABC        | 單集：“My Cousin Izzy”    |
| 2015       | 《蜂巢》     | 嗡嗡蜂（英語：Buzzbee）                     | 迪士尼少年 | 配音角色；5集             |
| 2016－2022 | 《急診室》   | 奧利佛·海德（英語：Oliver Hide）                | BBC One    | 常設角色；22集            |
| 2022－     | 《龍族前傳》 | 傑卡里斯·「小傑」·瓦列利昂（英語：Jacaerys "Jace" Velaryon） | HBO        | 主要角色                  |

### 舞臺
| 年份       | 標題                    | 角色             | 會場             |
| ---------- | ----------------------- | ---------------- | ---------------- |
| 2010       | 《音樂劇：比利·艾略特》 | 小男孩           | 维多利亚皇宫剧院 |
| 2013       | 《音樂劇：瑪蒂達》      | 艾瑞克（英語：Eric） | 剑桥剧院         |
| 2015－2016 | 《精靈》                | 麥可（英語：Michael）   | 自治领剧院       |

### 音樂影片
| 年份 | 歌名               | 歌手                   | 附註 |
| ---- | ------------------ | ---------------------- | ---- |
| 2014 | 《寶貝，外面很冷》 | 麥可·布雷和伊迪娜·曼佐 |      |

### 電子遊戲
| 年份 | 標題                                     | 角色           | 附註   |
| ---- | ---------------------------------------- | -------------- | ------ |
| 2015 | 《勇者鬥惡龍 英雄集結 闇龍與世界樹之城》 | 螺旋（英語：Helix） | 英文版 |

## 外部連結
- 哈利·科利特在互联网电影资料库（IMDb）上的資料（英文）